# Frâncești
Frâncești è un comune della Romania di 5 655 abitanti, ubicato nel distretto di Vâlcea, nella regione storica dell'Oltenia. Il centro abitato è attraversato dal 45º parallelo, la linea equidistante fra il Polo nord e l'Equatore.
Sul territorio del comune si trovano due importanti monumenti:
- il Monastero Dintr-un Lemn, dedicato alla Nascita di Maria e costruito nel 1635
- il Monastero di Surpate, costruito nel XVI secolo

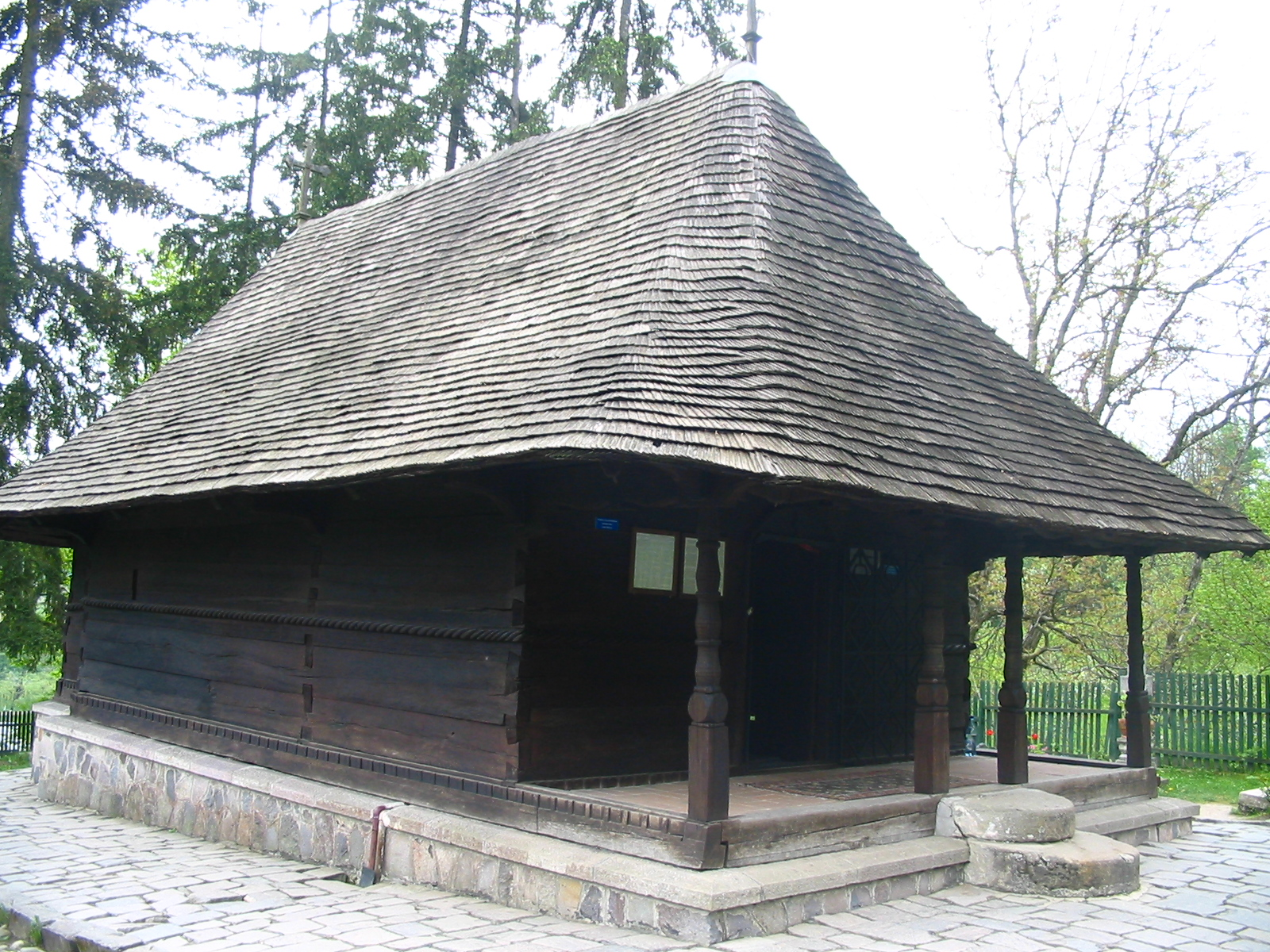
La chiesa del Monastero Dintr-un Lemn